# Kratki lisni mišić
Kratki lisni mišić (lat. musculus peroneus brevis) mišić je lateralne strane potkoljenice. Mišić inervira lat. nervus peroneus superficialis.

## Polazište i hvatište
Mišić polazi s lisne kosti (lateralna strana i prednji rub), a hvata se za petu kost donožja.